# Wilhelm III Młodszy
Wilhelm III Młodszy, niem. Wilhelm III., der Jüngere (ur. 8 września 1471 r., zm. 17 lutego 1500 r.) – landgraf Górnej Hesji od 1483 roku z dynastii heskiej.

## Życiorys
Wilhelm był synem landgrafa Górnej Hesji Henryka III Bogatego i Anny, córki hrabiego Katzenelnbogen Ludwika I. Był jedynym męskim potomkiem Henryka, który żył w chwili jego śmierci, został więc jego jedynym dziedzicem jako landgraf Górnej Hesji. Był wówczas jednak małoletni, w związku z czym początkowo (do 1489 r.) rządy w księstwie sprawowała w jego imieniu rada opiekuńcza z jego stryjem arcybiskupem Kolonii Hermanem na czele; ważną rolę odgrywał Hans von Dörnberg, już w czasach panowania ojca stanowiący jedną z najważniejszych osób w księstwie. Także i po 1489 r. faktyczne rządy w księstwie Wilhelm pozostawił w rękach Dörnberga. Dzięki bogatym dochodom księstwa udało się w tym okresie powiększyć jego granice poprzez nabycie Klinbgenbergu i części władztwa Eppsteinu. W 1496 r. Wilhelm został zaręczony z Elżbietą, córką palatyna reńskiego Filipa. Tym samym obrażeni zostali margrabiowie brandenburscy, bowiem początkowo planowano ożenek z potomkinią Hohenzollernów. Małżeństwo zawarto w 30 września 1498 r. Nieco ponad rok później chorowity Wilhelm spadł z konia w czasie polowania i po kilku dniach zmarł. Nie pozostawił potomków, młoda wdowa Elżbieta, która w chwili śmierci męża miała zaledwie 16 lat, wyszła następnie za mąż, za margrabiego Badenii-Sponheim Filipa I (zmarła w 1522 r.). Górną Hesję po śmierci Wilhelma odziedziczył jego kuzyn, Wilhelm II Średni, który tym samym na powrót zjednoczył w jednym ręku obie części Hesji.